# Niarchos elicioi
Espèce
Niarchos elicioi est une espèce d'araignées aranéomorphes de la famille des Oonopidae.

## Distribution
Cette espèce est endémique de la province d'Azuay en Équateur,. Elle se rencontre à Molleturo entre 2 450 et 3 400 m d'altitude.

## Description
Le mâle holotype mesure 1,86 mm et la femelle 1,93 mm.

## Étymologie
Cette espèce est nommée en l'honneur d'Elicio Tapia.

## Publication originale
- Platnick & Dupérré, 2010 : The Andean goblin spiders of the new genera Niarchos and Scaphios (Araneae, Oonopidae). Bulletin of the American Museum of Natural History, no 345, p. 1-120 (texte intégral).